# Resolució 2384 del Consell de Seguretat de les Nacions Unides
La Resolució 2384 del Consell de Seguretat de les Nacions Unides fou adoptada per unanimitat el 7 de novembre de 2017. El Consell va ampliar el mandat d'EUFOR Althea a Bòsnia i Hercegovina un altre d'un any.

## Observacions
L'Alt Representant per a Bòsnia i Hercegovina, Valentin Inzko, va dir que Bòsnia i Hercegovina havia aconseguit un progrés significatiu amb les noves institucions de l'Estat, un exèrcit unificat i un sistema tributari eficient. Ara que el país volia convertir-se en candidat estat membre de la UE, havia arribat un moment important. El nacionalisme i l'oposició als acords de Dayton ara amenaçaven aquest progrés. Així, la República Sèrbia va qüestionar el futur del país i va desafiar l'autoritat dels tribunals. Les reformes necessàries es van retardar considerablement. Com que no van acceptar una clau d'assignació ètnica al parlament, es va produir una crisi política de cara a de les eleccions del 2018.
Rússia no va considerar objectiu l'informe de l'Alt Representant, que assenyalava els serbis de Bòsnia com a culpables de tots els problemes. Segons ells hi havia una profunda crisi política causada per la falta de diàleg entre els tres grups ètnics de Bòsnia i Hercegovina. També es va considerar que el «protectorat extern» a través de l'Oficina de l'Alt Representant estava obsolet i causava més tensions. Rússia va proposar novament clausurar-lo.Altres països, en canvi van convidar els diferents grups de Bòsnia i Hercegovina a cooperar millor i van recolzar a l'Alt Representant.

## Contingut
La Unió Europea tornava a estar autoritzada a continuar la seva missió EUFOR Althea a Bòsnia i Hercegovina, per implementar els aspectes militars dels acords de Dayton. L'OTAN també va tenir una missió al país amb el qual va cooperar. Es va permetre, entre altres coses, fer complir les normes i els procediments relatius a l'espai aeri de Bòsnia i Hercegovina, que controlaven juntament amb Sèrbia i Croàcia. Bòsnia i Hercegovina va instal·lar el seu propi control aeri a Sarajevo a la fi de l'any 2014. Aquesta organització gestiona una part de l'espai aeri, però eventualment ha de fer-se càrrec de tot.